# Ratusz w Gorlicach
Ratusz w Gorlicach – najstarsza część ratusza miejskiego w Gorlicach mieszcząca się przy Rynku pochodzi z lat 1780–1790. W latach 1948–1950 ratusz został rozbudowany. W XIX wieku w ratuszu mieściła się apteka, którą prowadził Ignacy Łukasiewicz - wynalazca lampy naftowej. Ratusz posiada wieżę zegarową. Obecnie w budynku mieści się Urząd Miejski.

## Galeria zdjęć

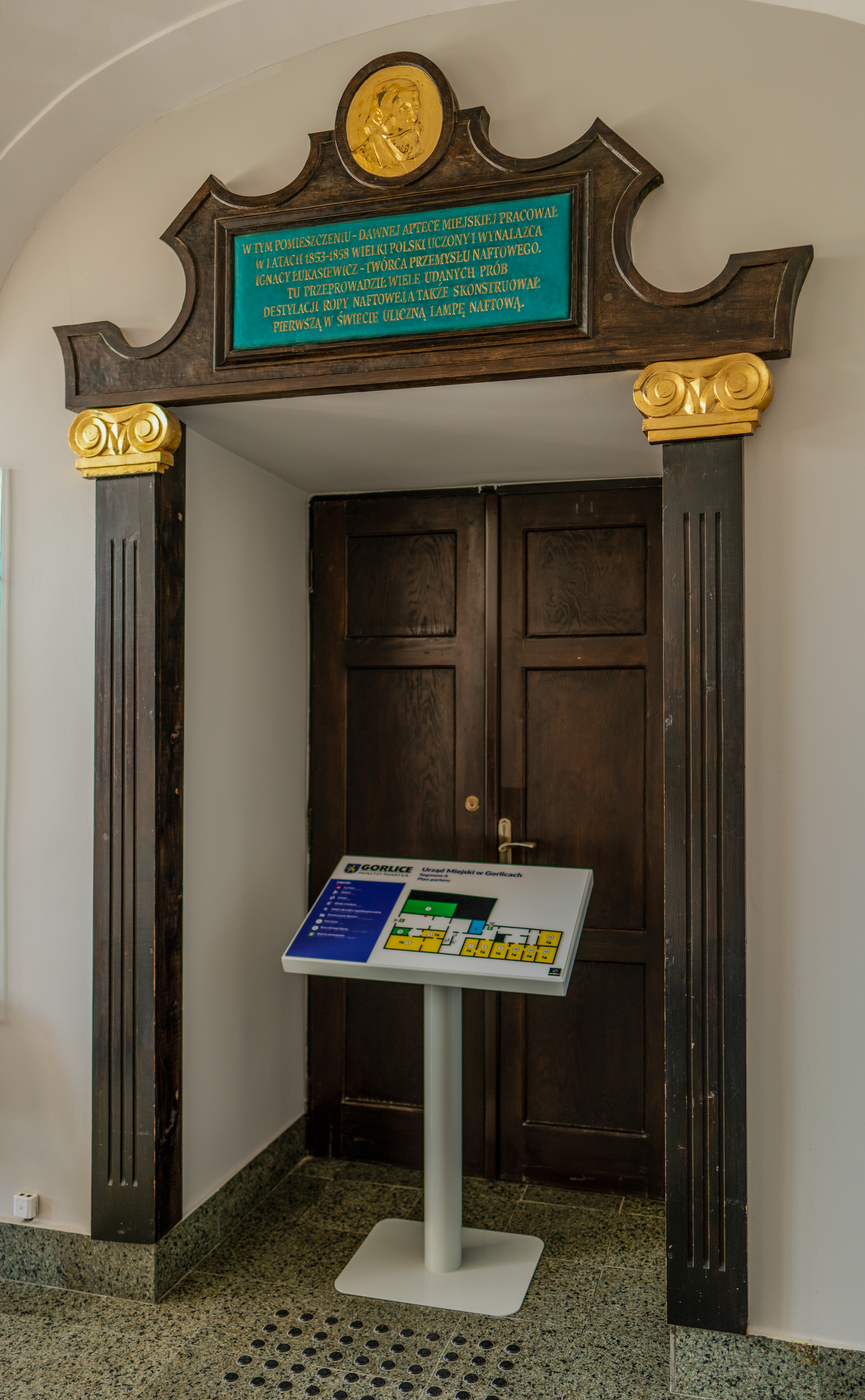
Apteka dzierżawiona przez Ignacego Łukasiewicza
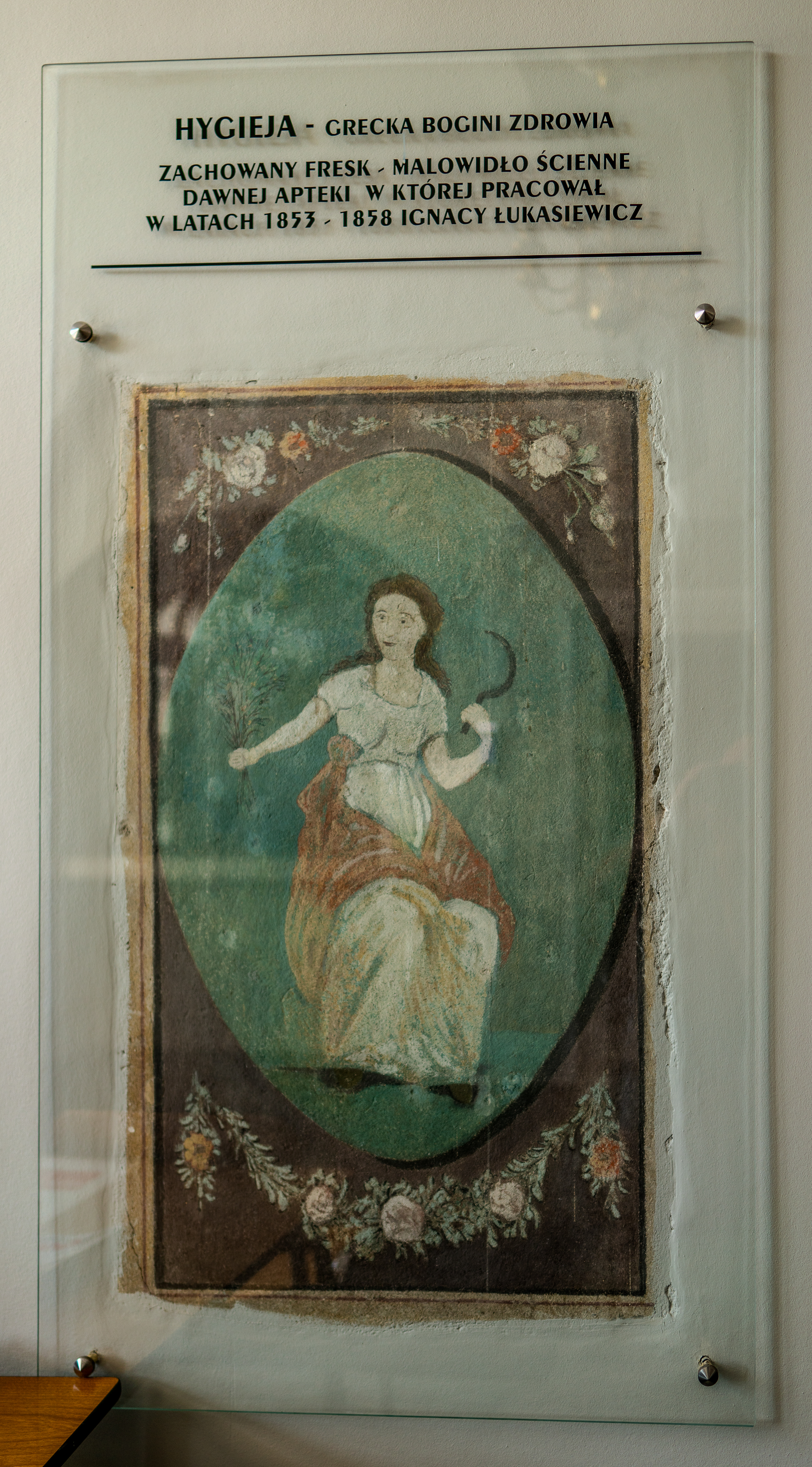
Fresk greckiej bogini zdrowia Hygiei
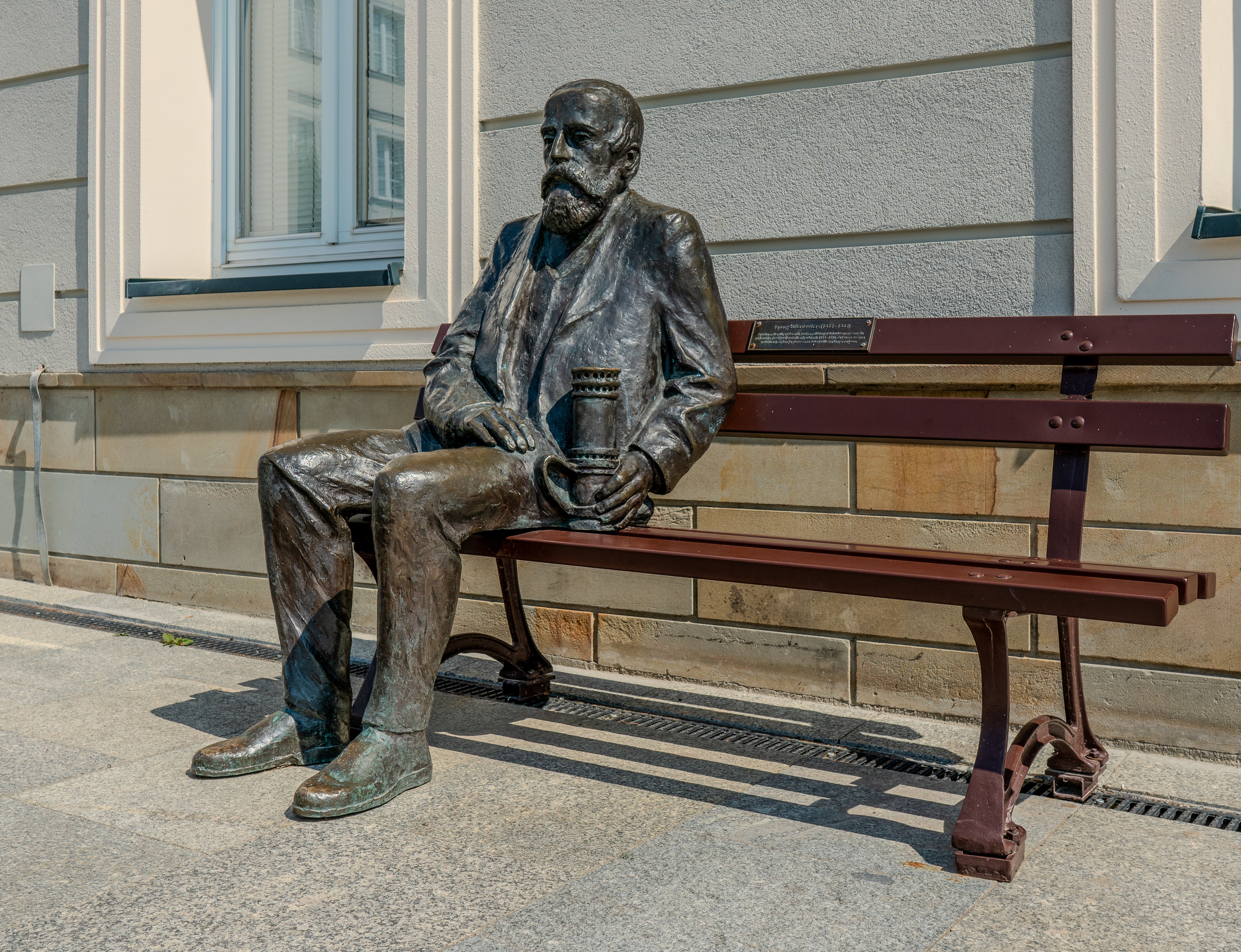
Ławeczka łukasiewicza - autor Zdzisław Tohl